# 长野宇平治
长野宇平治（1867年9月28日—1937年12月14日）是一位日本建筑师。

## 生平
1867年出生于日本新潟县上越市，1890年毕业于旧制第一高等学校，1893年毕业于东京帝国大学，1897年进入日本银行担任工程师，师从辰野金吾。后对明治时期的几家分店（包括大阪、京都、小樽分店）进行设计监督。1909年在臺灣總督府竞图比赛中获胜，1913年自己创建建筑事务所。1917年担任日本建筑师会（现日本建筑家协会）初代会长。1918年11月至次年2月在美国访问。
1937年12月14日在日本逝世，享年70岁。

## 作品

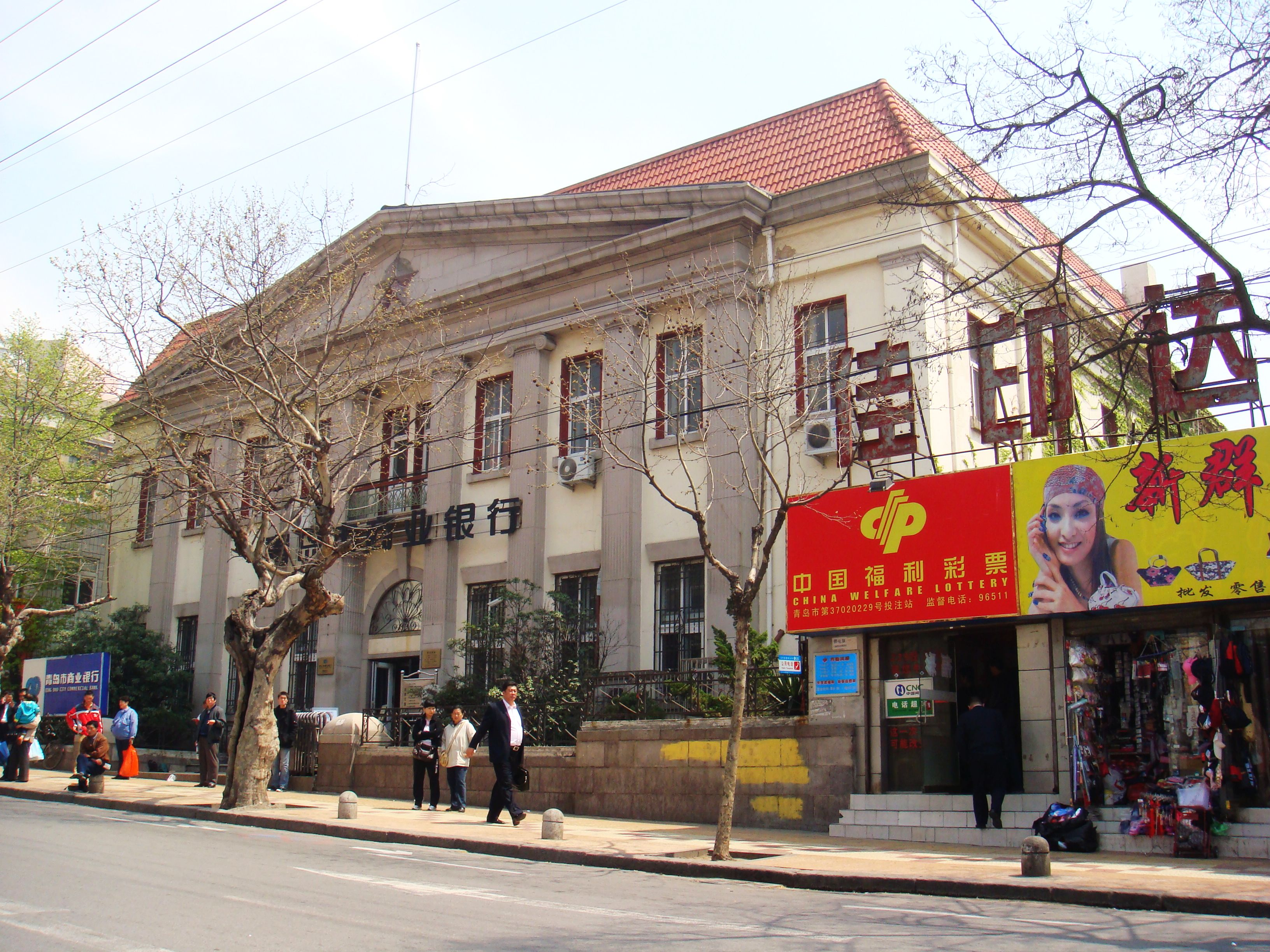
横滨正金银行青岛分行
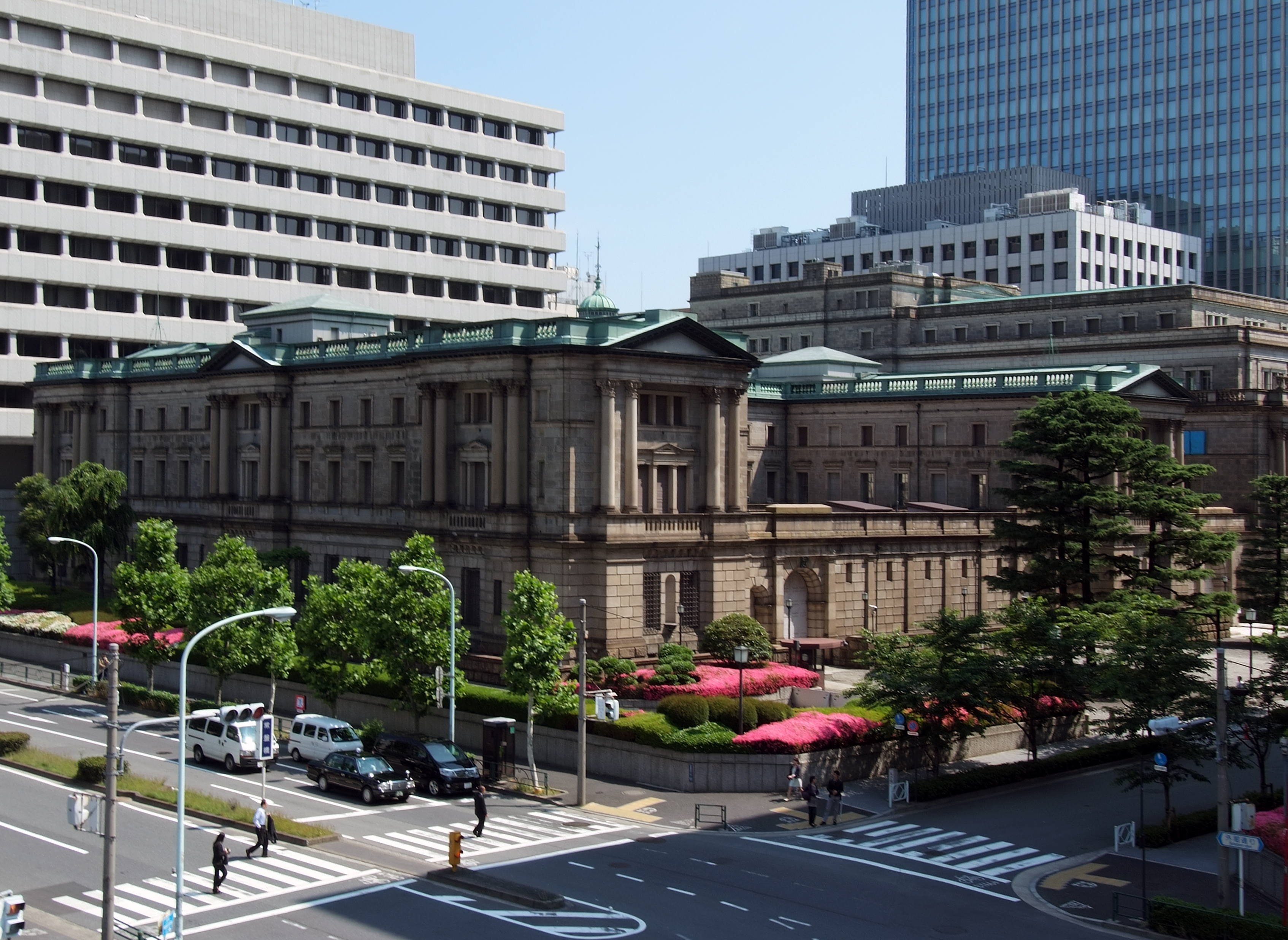
日本银行本店本館
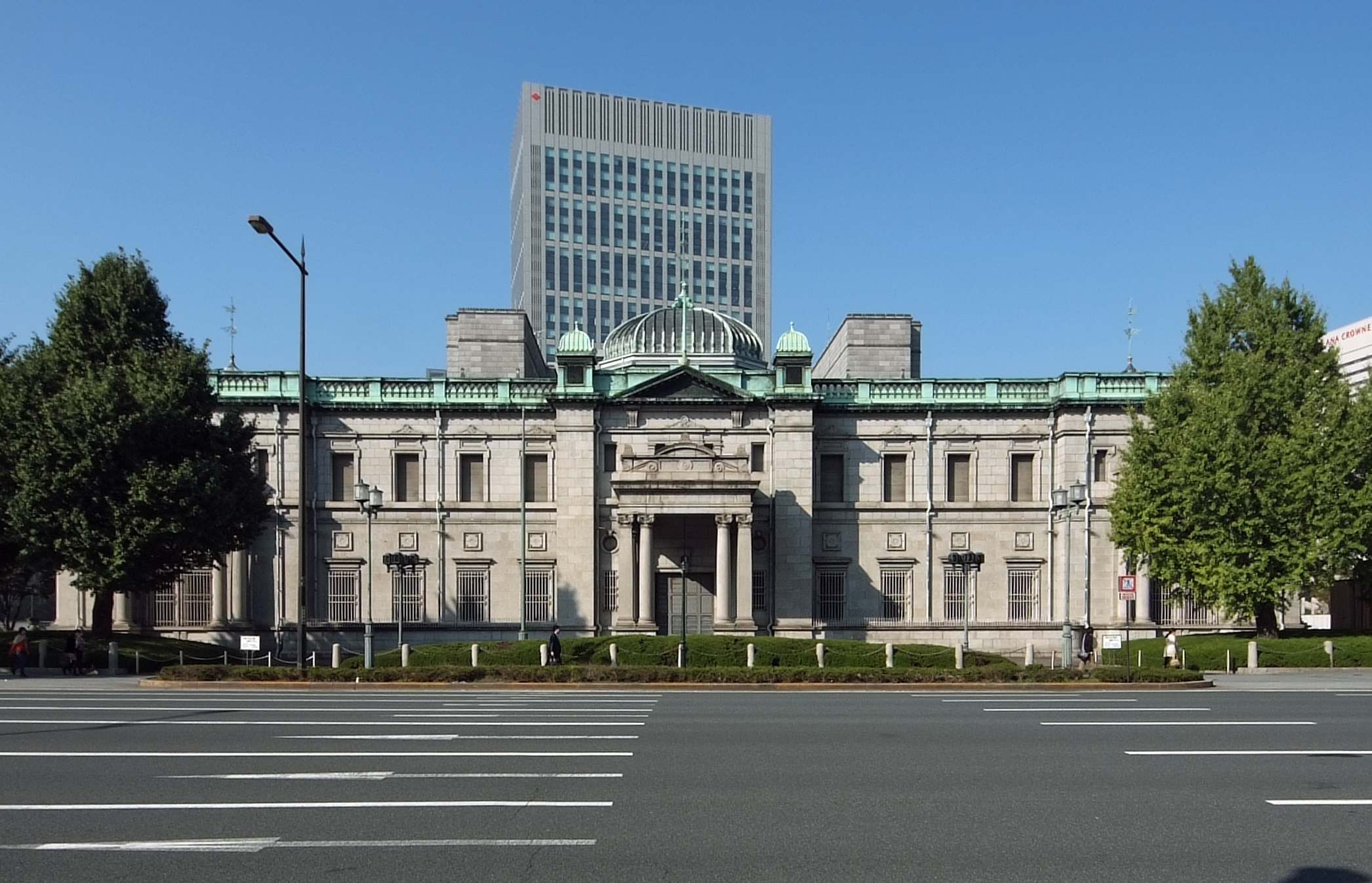
日本銀行大阪支店
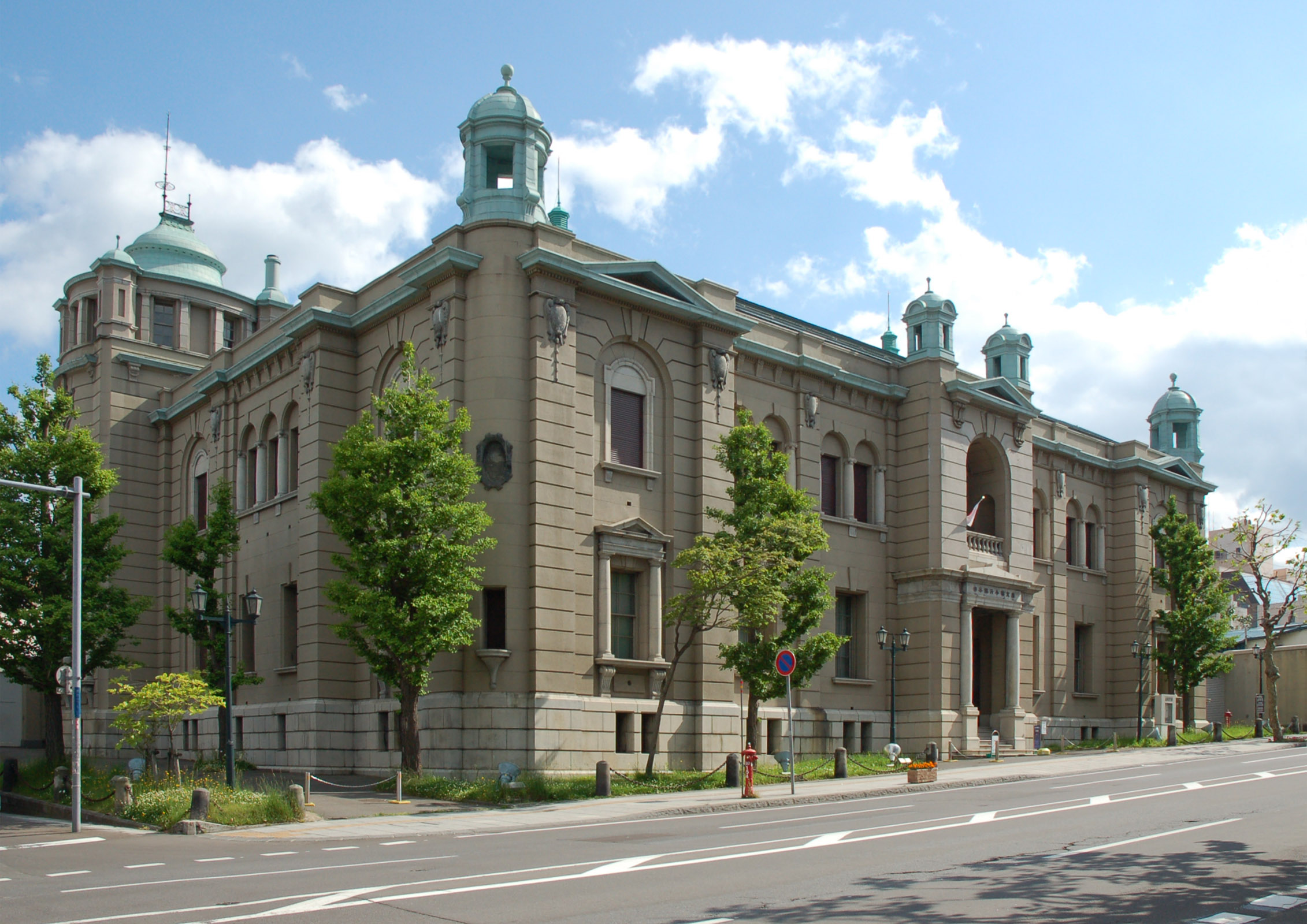
日本銀行小樽支店
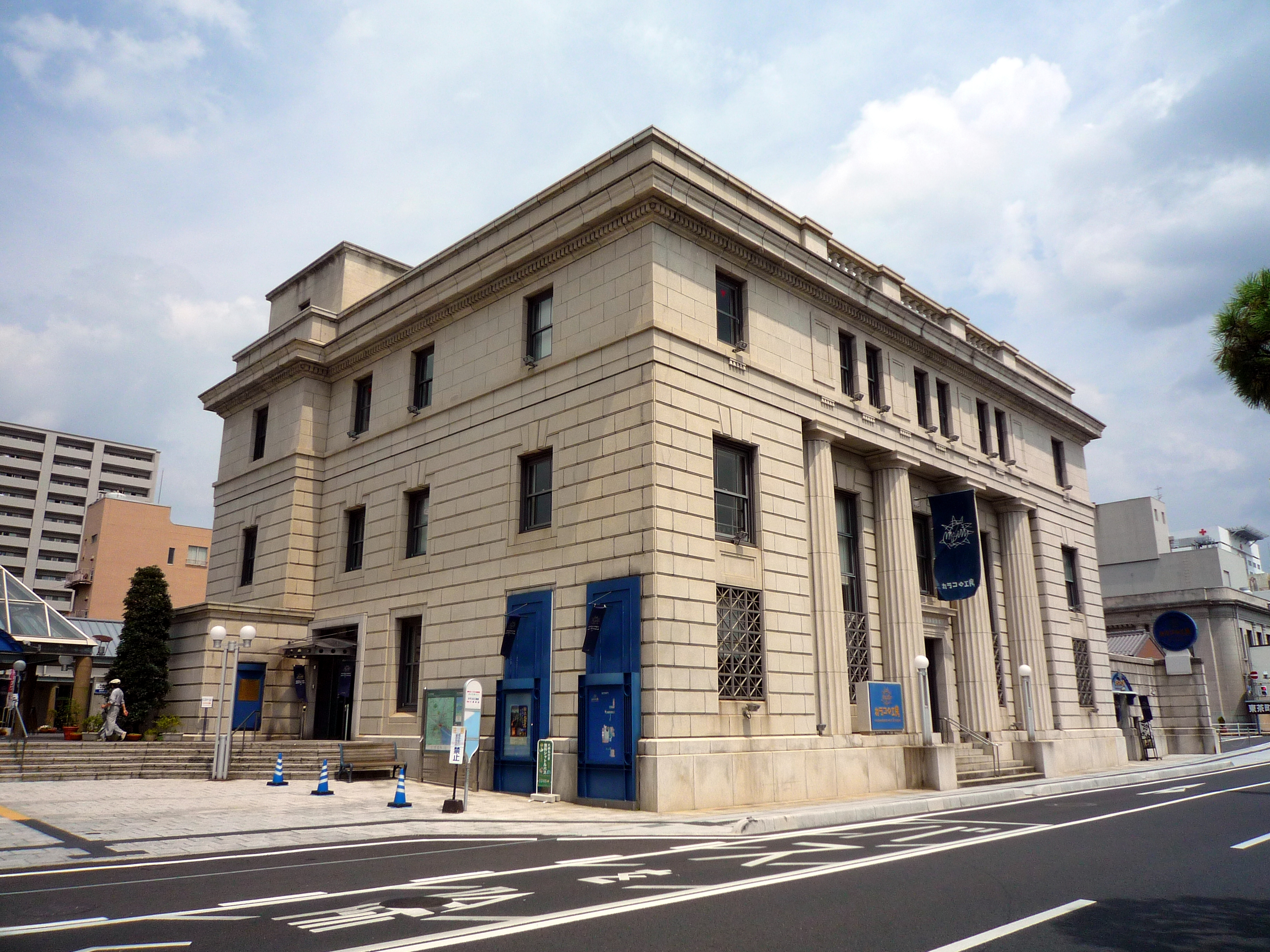
旧日本銀行松江支店
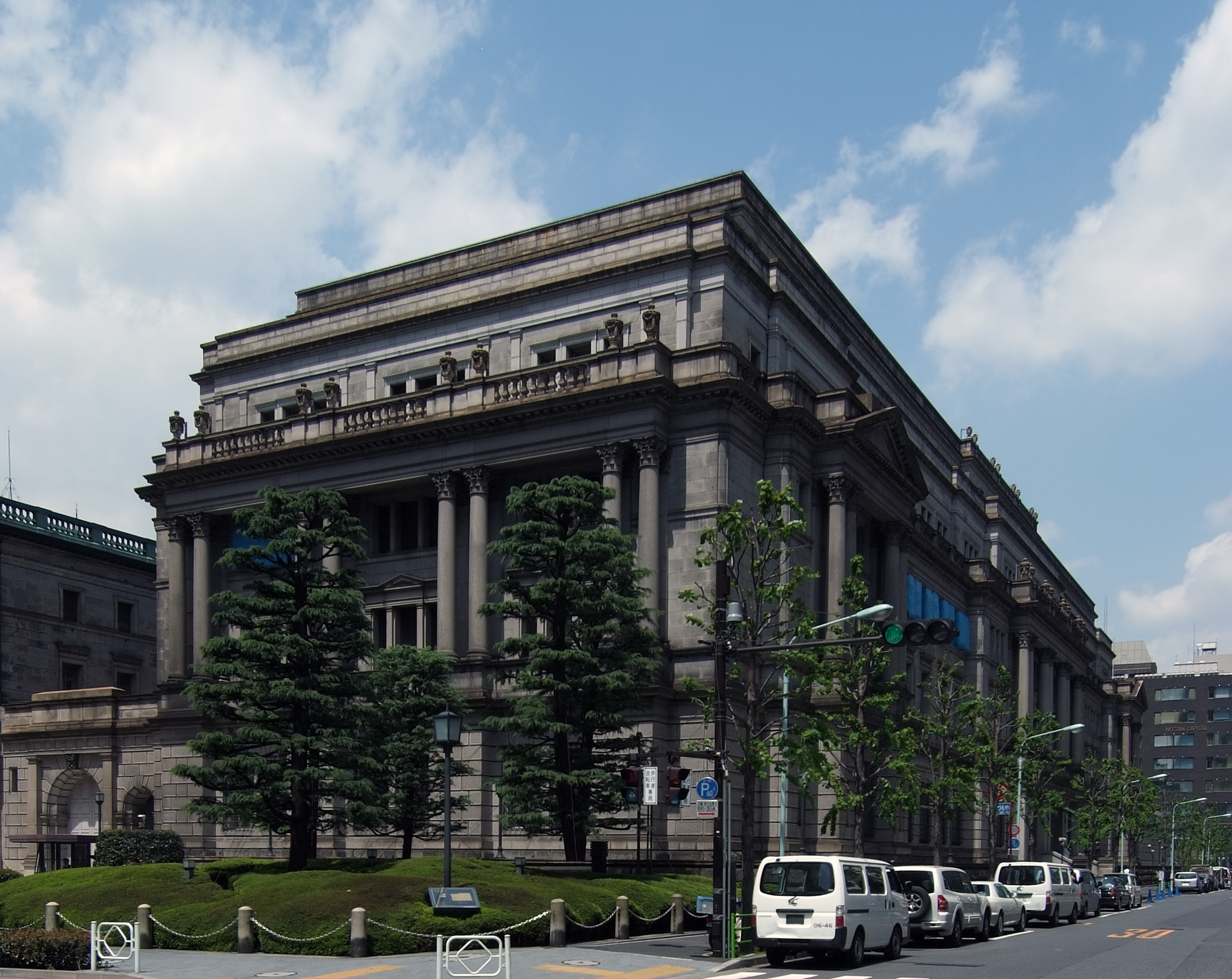
日本銀行本店增築部
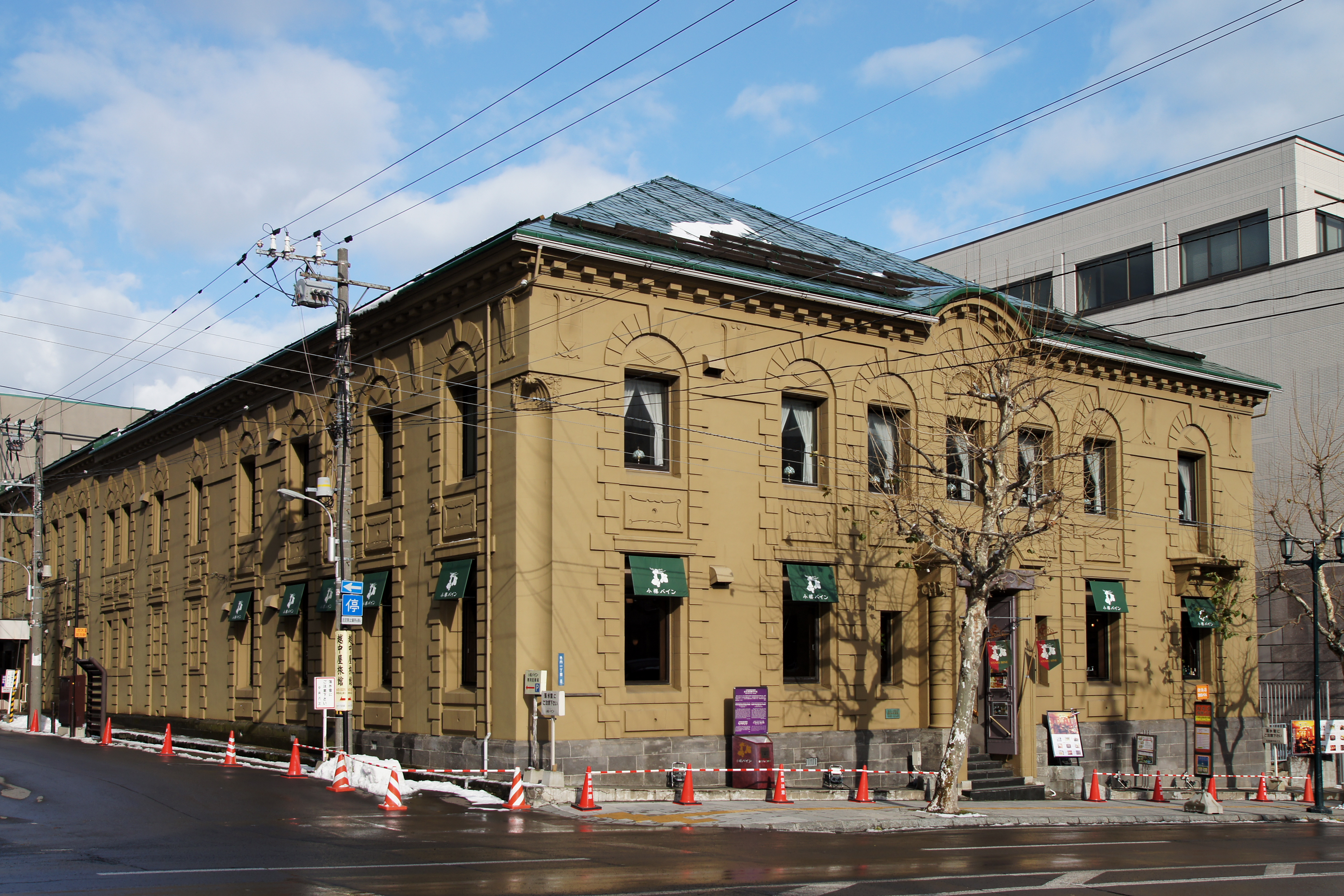
旧北海道銀行本店
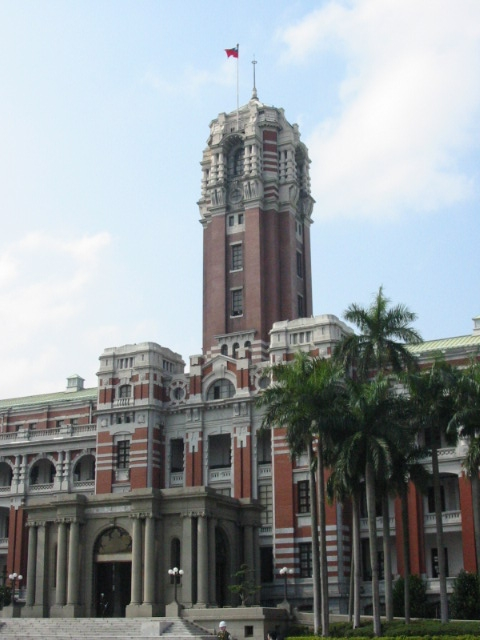
舊台灣總督府廳舍
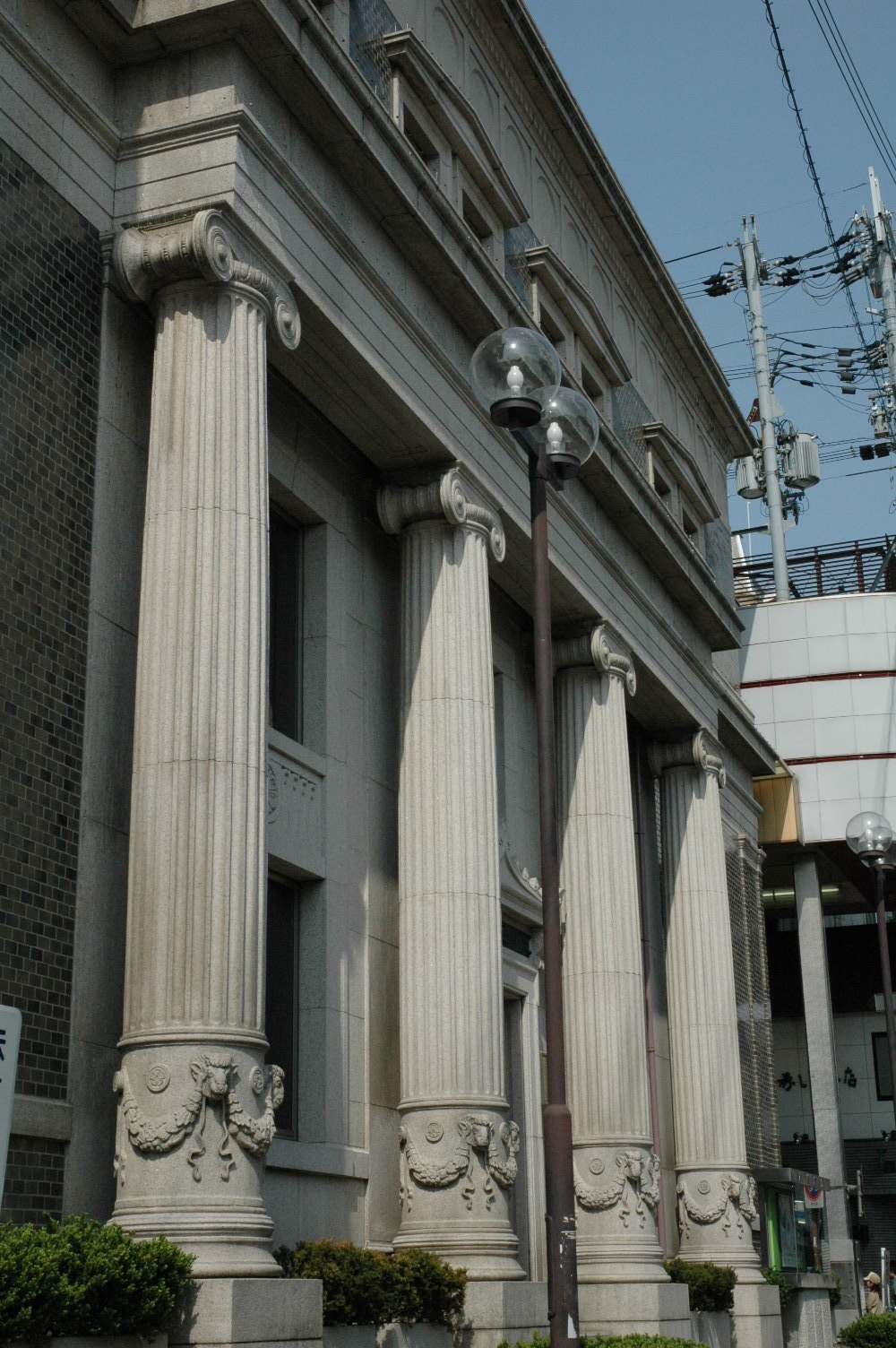
旧六十八銀行奈良支店
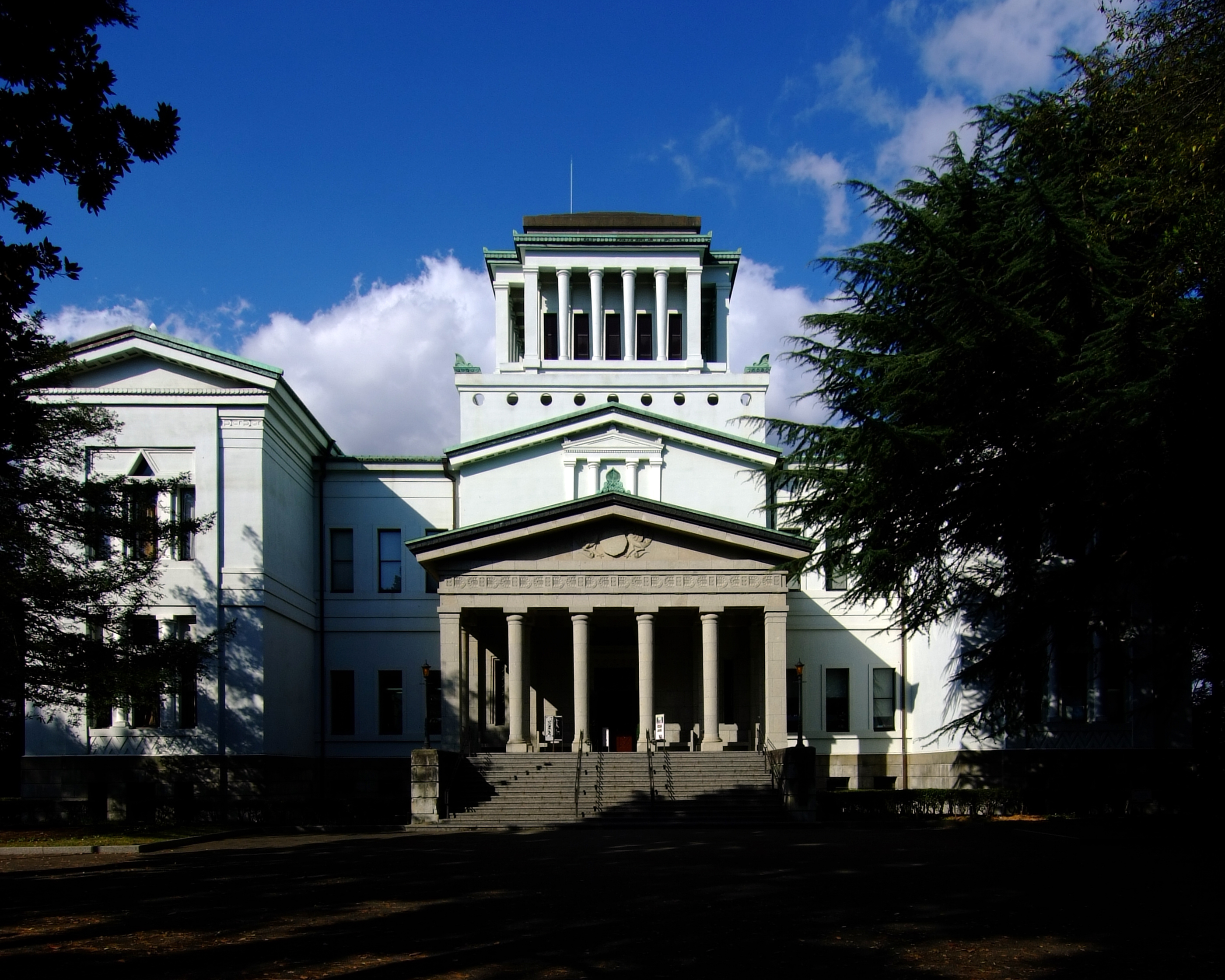
旧大倉精神文化研究所